# Hans (Marne)
Hans település Franciaországban, Marne megyében. Lakosainak száma 122 fő (2022. január 1.). Hans Courtémont, Dommartin-sous-Hans, Saint-Jean-sur-Tourbe, Somme-Bionne, Somme-Tourbe és Valmy községekkel határos.

## Népesség
A település népességének változása:
| Lakosok száma | 196  | 148  | 143  | 153  | 151  | 147  | 146  | 147  | 139  | 122  |
|               | 1968 | 1982 | 1990 | 2006 | 2013 | 2015 | 2017 | 2019 | 2020 | 2022 |